# گله‌داری حمید همتی
گله‌داری حمید همتی یک منطقهٔ مسکونی در ایران است که در دهستان مادرسلیمان واقع شده‌است.